# Cheilosia barbata
Cheilosia barbata es una especie de sírfido. Se distribuyen por Europa.